# L-39NG (航空機)
L-39NG
L-39NG
- 用途：練習機
- 設計者： アエロ・ヴォドホディ（英語版）
- 製造者： アエロ・ヴォドホディ
- 初飛行：2015年9月14日
- 生産数：試作機が4機
- 運用状況：開発中
- 原型機：L-39

L-39NGはチェコの航空機メーカーであるアエロ・ヴォドホディがL-39を発展させて開発した練習機である。NGは次世代を表すNext Generationからとられている。運用コストが安いのが特徴であり、1時間の飛行あたりのコストは2,500USドル以下である。
2024年10月16日、アエロ・ヴォドホディは本機種をL-39 スカイフォックスと改名した。

## 開発
アエロ・ヴォドホディが開発したL-159はコンポーネントにアメリカのものを多く使用したことから輸出への障害が発生していた。このため、アエロはL-159をベースに輸出の弊害となったコンポーネントを代替した上で改良を加えたL-169 AJTを開発し、2015年に初飛行させるとしていた。
2014年7月、アエロは同月に開催されたファーンボロー国際航空ショーにおいてL-169に代わる計画としてL-39NGプロジェクトを発表した。アエロは2015年6月16日のパリ航空ショーで3つのローンチカスタマーを確保していると発表、技術デモンストレーターは2015年9月14日に初飛行した。
2016年9月15日、アエロは開発の第一段階を完了し、新造機の開発に移行したことを発表。この試作機は2018年12月22日に初飛行した。

## 販売・サポート
2015年4月21日の時点で、ドラケン・インターナショナルは、L-39NGアップグレードプログラムをアエロ・ヴォドホディとウィリアムズ・インターナショナルと共同でアメリカ市場向けに提供を行うこととなっている。それ以外の航空機はチェコのアエロによって近代化される。
アエロは2016年6月16日にL-39NGプログラムのためのシミュレーション技術の主要なサプライヤーとなるVRグループとの覚書の締結を発表している。契約はより効果的なトレーニングを可能にする4レベルの訓練シミュレーションシステム、顧客およびチェコのLOMプラハ戦術シミュレーションセンター間とのデータリンクの整備が含まれている。販売に関してはオムニプルが戦略的パートナーとなっており2016年2月5日に契約を結んだ。

## 派生型

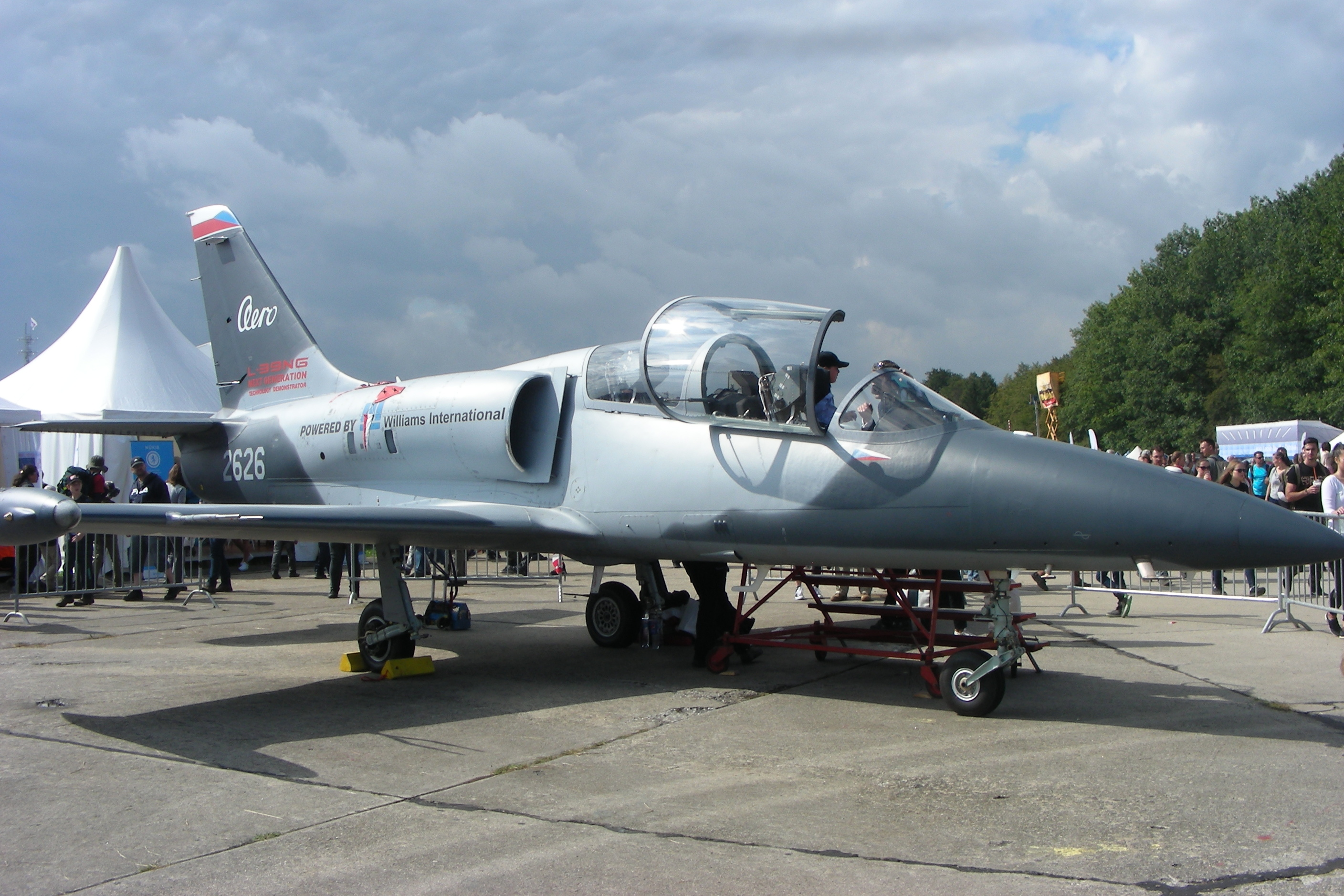
L-39CW（技術デモンストレーター）

フェーズ1
L-39CWとも呼ばれる既存のL-39向けのアップグレードパッケージで、エンジンをイーウチェンコ AI-25からウィリアムズ FJ44-4Mに置き換える。また、アビオニクススイートをアップグレードする改修もパッケージに含めることができ、カザフスタンはコックピットのみL-39NGに準じたアップグレードを施している。エンジンが換装された理由は、原型のL-39が搭載していたAI-25エンジンにサポートの問題があったためである。また、FJ44が選ばれた理由は、軍用ではなく商用エンジンのため国際武器流通規定の対象外であり、販売への影響が出ないことからである。さらに、エンジン自体が軽量なことに加え始動に電気スターターを使用するため補助動力装置が不要になり330lbもの軽量化を果たせている。

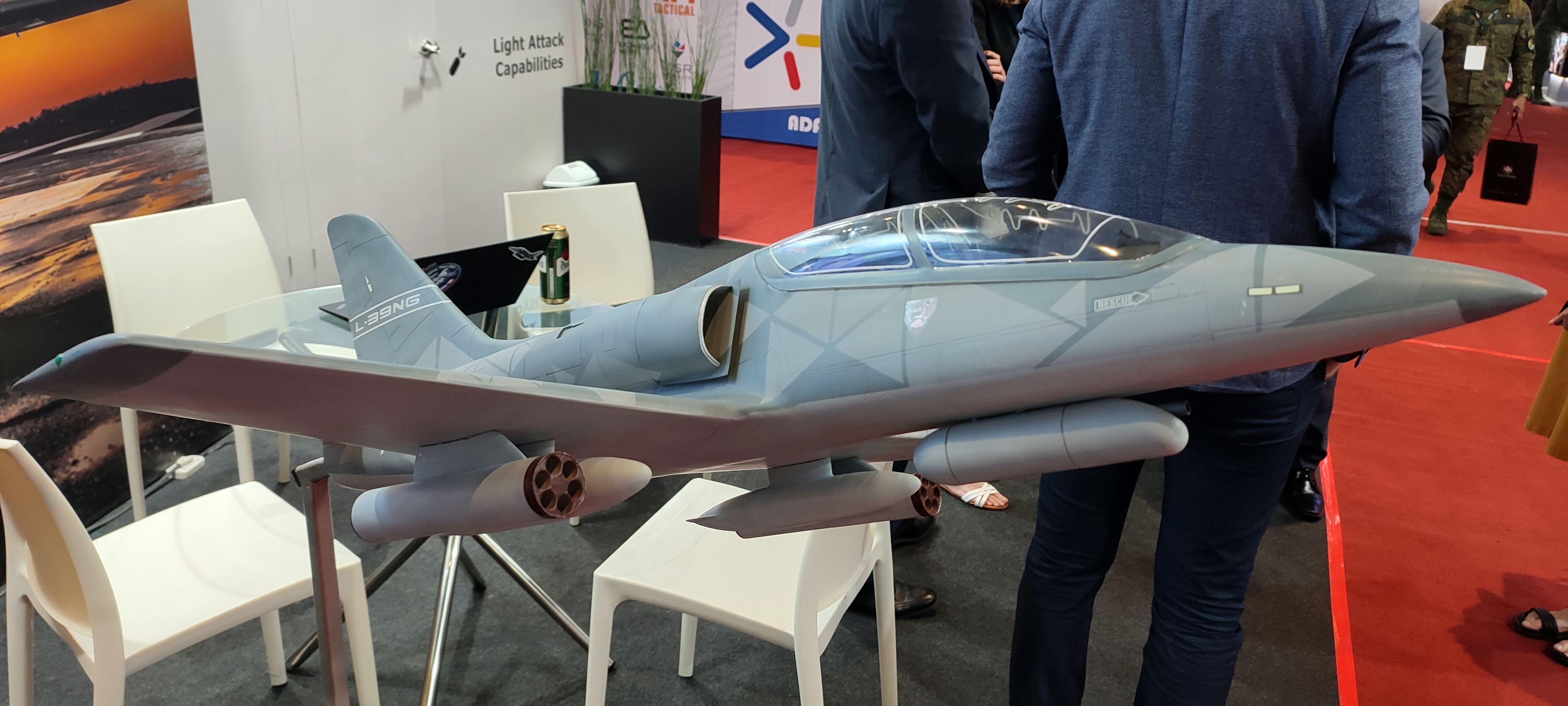
L-39NGの模型

フェーズ2
新造機。FJ44-4Mを搭載し、新設計され燃料タンクを統合した主翼、新素材の使用により寿命や耐久性が向上された機体（15,000飛行時間）、ジェネシスエアロシステムズ社製多機能ディスプレイ3基とヘッドアップディスプレイによるフルグラスコックピット、オープンアーキテクチャを採用した統合デジタル・モジュラーアビオニクス、NVGへの対応、仮想訓練システム、ゼロ・ゼロ射出座席など新しい脱出システム、新しいシングルピースのコックピット、5つのハードポイントなどを備える。

## 運用

### 採用
アメリカ合衆国
- ドラケン・インターナショナル

一部門であるブラックダイヤモンドが運用するL-39 6機に対してL-39NGアップグレードパッケージを適応する意向書を締結。
 チェコ
- LOM プラハ

LOMはチェコ空軍のパイロットの訓練を請け負う国有企業でありパルドゥビツェ空港の飛行訓練センターで運用する7機にL-39NGアップグレードパッケージを適応する。将来的には新造機の購入も検討している。2025年1月、初納入が行われた。
 フランス
- ブライトリングジェットチーム（英語版）

腕時計メーカーブライトリングの「ブライトリング・ジェットチーム」が購入する意向書を締結。
 セネガル
- セネガル空軍（英語版）

2018年4月5日、アエロ・ヴォドホディはセネガルからL-39NGを4機受注したと発表した。2020年と2021年に各2機を納品する。セネガル空軍がジェット機を導入するのは初めてで、新規製造のL-39NGの受注も初めてである。
 ベトナム
- ベトナム人民空軍

2021年に12機を発注。2025年3月6日に全機の納入完了を発表した。
 ハンガリー
- ハンガリー空軍

2022年に12機を発注。内4機は偵察型である。

### 検討
フランス
- フランス空軍

運用するアルファジェットの後継としてL-39NGを検討中。
 ガーナ
- ガーナ空軍

6機を購入する計画だが、資金不足により取引は凍結されている。

## 仕様

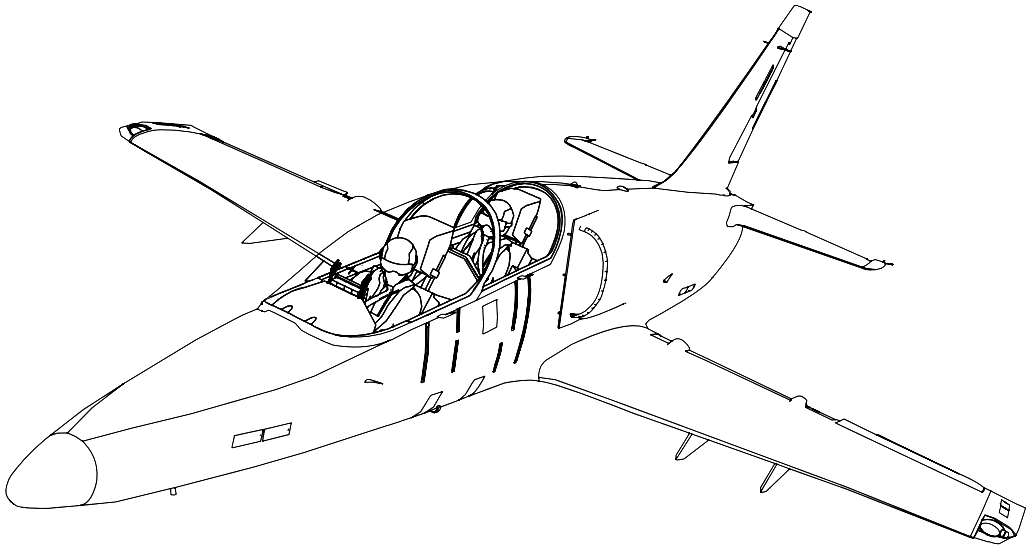
コンセプトアート

出典: L-39 Next Generation web page
諸元
- 乗員: 2名
- 全長: 12.03 m （39 ft 6 in）
- 全高:
- 翼幅: 9.56 m（31 ft 4 in）
- 空虚重量: 3,100 kg （6,835 lb）
- 最大離陸重量: 5,800 kg （13,230 lb）
- 動力: ウィリアムズ FJ44-4M ターボファンエンジン、16.89 kN （3,790 lbst）  × 1

性能
- 最大速度: 775 km/h （420 KTAS） 高度6,000 m (20,000 ft)において
- 航続距離: 2,590 km （1,400 nmi） 機内燃料のみ
- 実用上昇限度: 11,500 m （38,000 ft）
- 上昇率: 23 m/s （4,500 ft/min）
- Gリミット: +8/-4 g

武装
- 5つの外部ハードポイントに無誘導ロケット弾、爆弾、ガンポッドと偵察ポッドを含む1,200kgの武装を搭載可能。2つはウェットとなっており、570kgの増槽を装備可能。